# アドルフ・フリードリヒ3世 (メクレンブルク公)
アドルフ・フリードリヒ3世（ドイツ語: Adolf Friedrich III.、1686年6月7日 - 1752年12月11日）は、神聖ローマ帝国の領邦国家であるメクレンブルク＝シュトレーリッツの君主（在任：1708年 - 1752年）。

## 生涯
メクレンブルク＝シュトレーリッツ公アドルフ・フリードリヒ2世とマリア・フォン・メクレンブルク＝ギュストローの息子として、シュトレーリッツで生まれた。父のアドルフ・フリードリヒ2世は1701年にメクレンブルク＝シュヴェリーン公と合意して、メクレンブルク＝シュトレーリッツ公国を成立させた。
1708年5月12日、父の死に伴いメクレンブルク＝シュトレーリッツ公に即位した。1712年、メクレンブルクの市街地と城が焼け落ちてしまったため、アドルフ・フリードリヒ3世一家は狩り小屋に住むことを余儀なくされた。狩り小屋の周辺にノイシュトレーリッツという町が建設されると、アドルフ・フリードリヒ3世は1733年にノイシュトレーリッツを正式に設立、さらに1736年にはそれを首都と定めた。
アドルフ・フリードリヒ3世はノイシュトレーリッツで死去、甥のアドルフ・フリードリヒ4世が公位を継承した。

## 家族

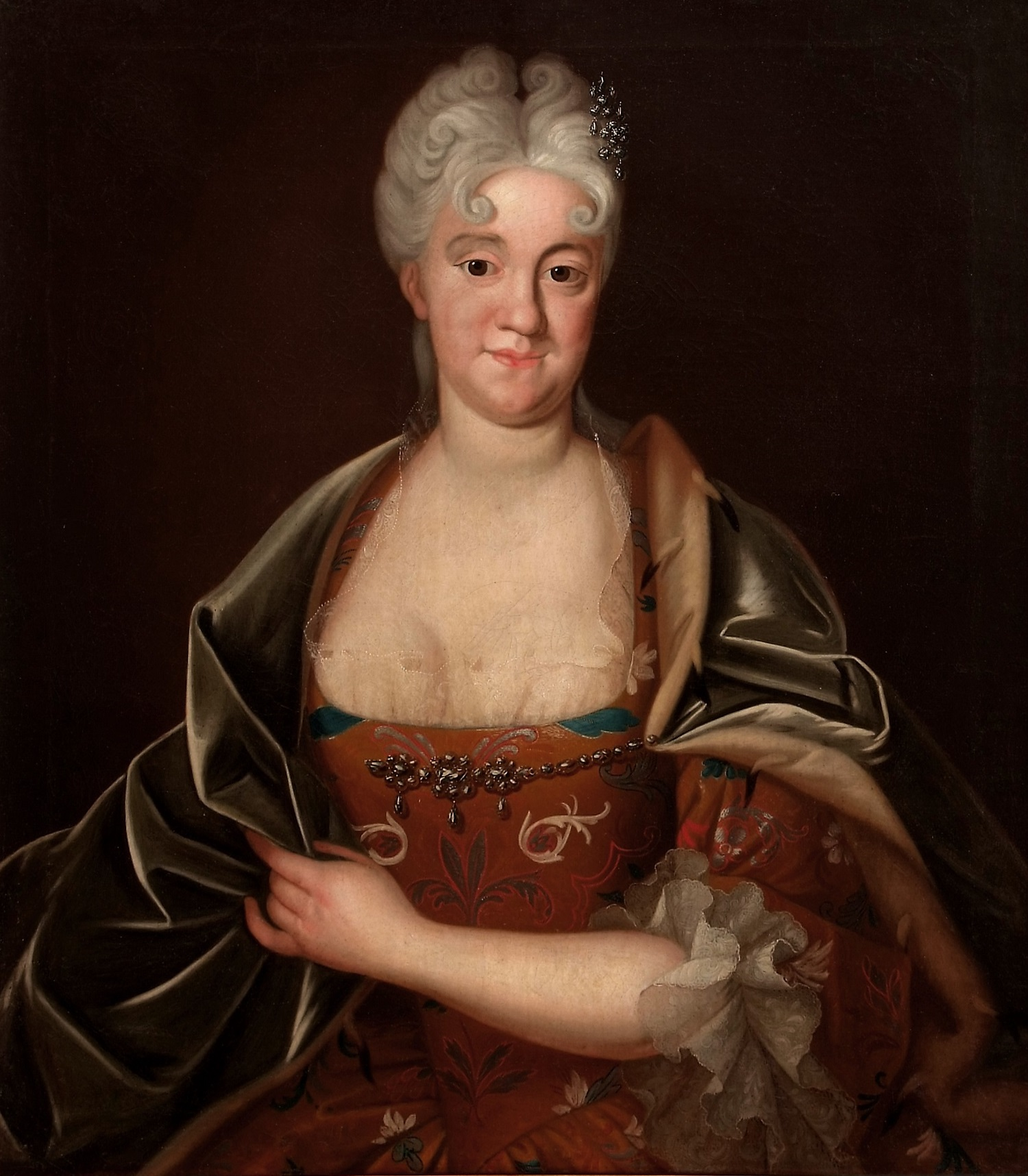
アドルフ・フリードリヒ3世の妻ドロテア・フォン・シュレースヴィヒ＝ホルシュタイン＝ゾンダーブルク＝プレーン。

1709年4月16日、アドルフ・フリードリヒ3世はラインフェルトでシュレースヴィヒ＝ホルシュタイン＝ゾンダーブルク＝プレーン公ヨハン・アドルフの娘ドロテア・フォン・シュレースヴィヒ＝ホルシュタイン＝ゾンダーブルク＝プレーンと結婚した。2人は娘を2人もうけた。
- マリア・ゾフィー（1710年 - 1728年）
- マグダレーナ・クリスティーネ（1711年 - 1713年）